# Ловчанци
Ловчанци (болг. Ловчанци) — село в Болгарии. Находится в Добричской области, входит в общину Добричка. Население составляет 997 человек.

## Политическая ситуация
В местном кметстве Ловчанци, в состав которого входит Ловчанци, должность кмета (старосты) исполняет Иван  Желязков Иванов (независимый) по результатам выборов правления кметства.
Кмет (мэр) общины Добричка — Петко Йорданов Петков (Болгарская социалистическая партия)  по результатам выборов в правление общины.